# Stazione di Garges - Sarcelles
La stazione di Garges - Sarcelles (in francese Gare de Garges - Sarcelles) è una stazione ferroviaria situata al confine tra i comuni di Garges-lès-Gonesse e Sarcelles, nel dipartimento della Val-d'Oise.

## Storia
La stazione fu inaugurata l'11 gennaio 1959, come semplice fermata della linea Saint-Denis - Creil, per servire il grande complesso di Dame Blanche e il preesistente complesso residenziale di Lochères.
La stazione è stata ampliata nel 1965 e ricostruita nel 1988 per far fronte al forte aumento del numero di passeggeri.

## Movimenti
La stazione è servita dai treni della Linea RER D.